# Alexis Josic
Alyocha Josić (serbe : Аљоша Јосић), connu en France sous le nom de Alexis Josic, né le 24 mai 1921 à Stari Becej en Yougoslavie (actuelle Serbie) et mort le 10 mars 2011 à Sèvres, est un architecte français, réputé notamment pour sa collaboration au sein du cabinet Candilis-Josic-Woods.

## Biographie
Il est le fils du peintre Mladen Josić. Il suit des études d'architecture dans la Grande École Technique de Belgrade et en parallèle une formation de dessin et de peinture dans l'école privée créée par son père. Il obtient son diplôme d'architecte en 1948, après la guerre.
En désaccord avec le régime de Tito, il se réfugie en 1953 en France. Il y rencontre l'architecte Georges Candilis qui l'introduit à l'ATBAT, l'Atelier des Bâtisseurs fondé par Le Corbusier et Vladimir Bodiansky. Il y fourbit ses premières armes sur des programmes d'habitat collectif en Afrique du nord. En 1955, avec l'américain Shadrach Woods revenant du Maroc, il crée avec Georges Candilis, le bureau indépendant Candilis-Josic-Woods.
Dans l'équipe, Alexis Josic s'affirme par une grande facilité de dessin. Il a notamment à sa charge l'extension de Bagnols-sur-Cèze (1956-1960), les concours de La Viste à Marseille (1957), de Toulouse le Mirail (1960-1961), de l'université de Bochum (1962), l'étude d'urbanisme de la cuvette Saint-Martin au Tchad (1963). Si les contributions de Candilis et Woods sont reconnues dans l'histoire de l'architecture, parce qu'ils ont très souvent écrit dans les revues, celle de Josic est oubliée. Cela tient au fait que Josic a peu fait parler de lui, personnalité en retrait et plus discrète que les deux autres. Or les propositions de l'équipe sont singulièrement marquées par son dessin, très personnel.
En 1965, à la livraison de la cité artisanale des Bruyères à Sèvres qu'il a conçue, bâtiment devenu depuis mythique, il y installe une activité en son nom propre, l'"Atelier Josic". Sa compagne Douchanka Josic, également architecte, est sa fidèle collaboratrice depuis 1956. Les solutions développées par l'Atelier poursuivent et enrichissent les recherches menées au sein de l'équipe. Alexis Josic s’attelle à des études d'échelle et de nature extrêmement variées.
En 1995, ses fils, devenus également architectes, reprennent alors le flambeau. 
Alexis Josic meurt en 2011.

## Principales réalisations
réalisé  **
partiellement réalisé*

### Au sein de l’ATBAT (1953-1955)
- Habitat préfabriqué, station polaire de Terre Adélie, Antarctique, 1953-1954
- Usine marémotrice de la Rance (concours), 1954
- Immeubles d’habitations, Algérie, 1953-1955 **
- Habitations économiques, Aulnay sous Bois, 1954 **

### Au sein de l’équipe Candilis/ Josic/ Woods (1955-1963)
- Logements économiques, 1955 (lauréat du concours Million) ; 5000 logements dans la région parisienne, marseillaise, lyonnaise**
- Equipements scolaires type Tropique, Outre Mer (lauréat du concours), 1955 *
- Extension de Bagnols-sur-Cèze, 1956-1961**
- 700 logements, La Viste, Marseille (lauréat du concours), 1957- 1958 **
- Habitat semi-urbain, Algérie (lauréat du concours), 1959
- Immeuble d'habitation de luxe "Résidence Vaugirard Mathurin Régnier" (235 rue de Vaugirard et 3/15 rue Mathurin Régnier) 15e arrondissement de Paris, 1958-1961 **
- 1500 logements et équipements, Balata, Fort-de-France, Martinique, 1957-1966 *
- Ville neuve pour 100 000 habitants, Toulouse le Mirail (lauréat du concours), 1960-1961 *
- Cité artisanale des Bruyères, Sèvres, 1961-1962 **
- Université de masse, Bochum, Allemagne (concours), 1962
- Plan d’aménagement de la cuvette St-Martin et du centre-ville, Fort Lamy, Tchad, 1963

### Atelier Josic (1965-1995)

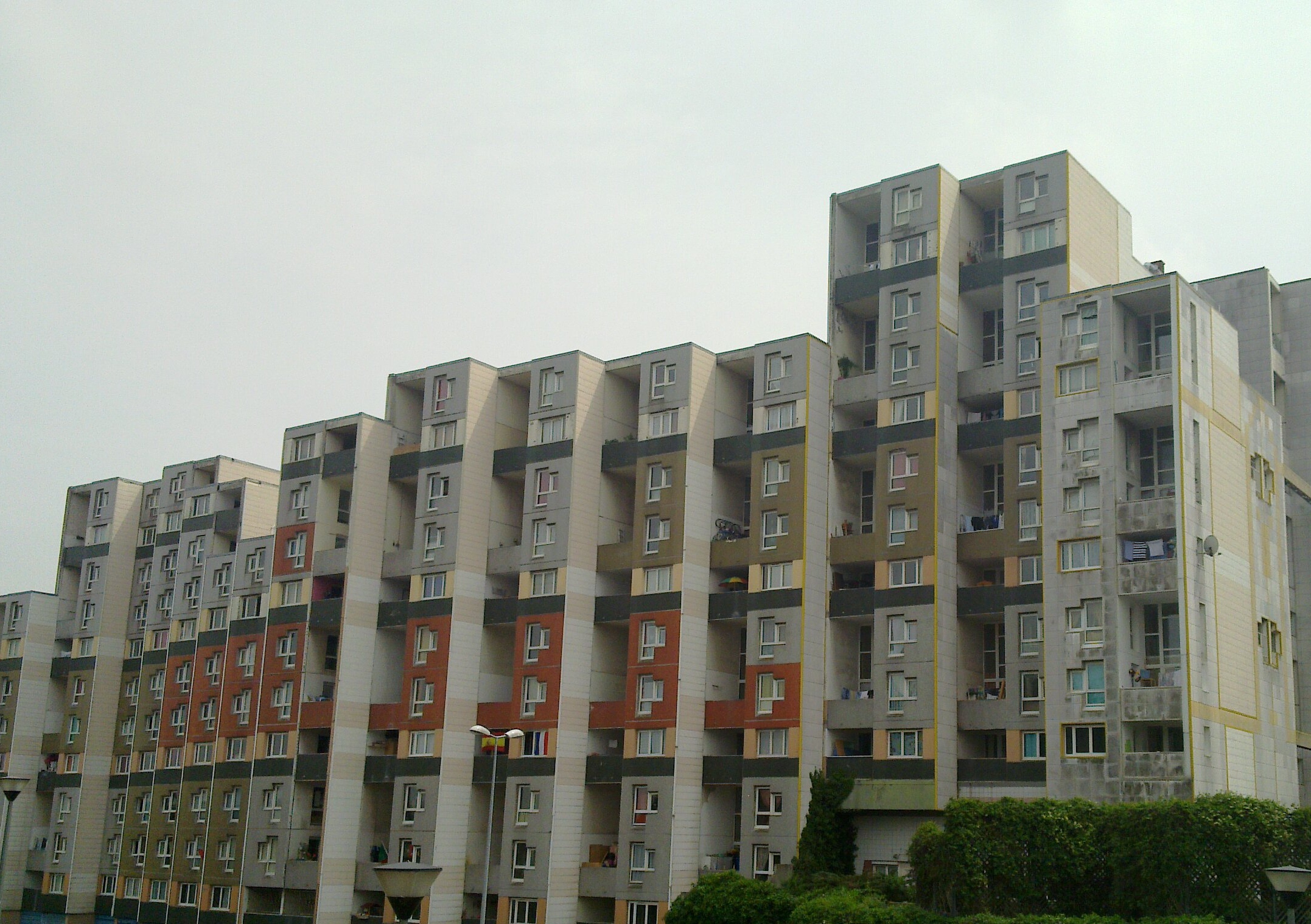
Logements sociaux du Pont-de-Bois, Villeneuve-d'Ascq

- Plan de développement touristique, Aveyron, 1965-1967
- Logements de vacances, Collioure, 1967
- Rénovation du centre-ville, Sèvres, 1965-1972 *
- Faculté des Lettres, Toulouse le Mirail, 1966-1968 **
- Usine de retraitement des eaux, Toulouse le Mirail, (lauréat du concours), 1966-1967 **
- Usine thermoélectrique, Toulouse Le Mirail, 1968
- Groupements d’habitations, Chamarande, 1968
- Logements et commerces, Sèvres, 1968-1969**
- Plan d’extension, Limoges, 1969-1970
- Plan d’urbanisme pour 10 000 logements économiques, Lima, Pérou (lauréat du concours), 1969-1970 *
- Hôtel Hilton, Lahore, Pakistan, 1970-1971 **
- Usine de traitement des eaux, Neuilly-sur-Marne, 1972 **
- Hôtel Hilton, Dakar (concours), 1972
- Étude d’urbanisme, 1077 logements et commerces, Lille Pont-de-Bois, Villeneuve-d'Ascq (lauréat du concours), 1972-1978 **
- Étude d’urbanisme, 530 logements et commerces, Vanves (lauréat du concours), 1973-1991 **
- Cité administrative, Besançon (concours), 1974
- Faculté des Sciences, Ispahan, Iran (concours), 1974
- 60 gîtes familiaux, Najac-Mergieux, 1974 **
- Cité artisanale, foyer étudiants, logements pour artistes, commerces, quartier des Passages, ville nouvelle d’Évry, 1974-1979 **
- École d’Arts, Mashhad (lauréat du concours), Iran, 1977
- Étude d’urbanisme, Safashar, Ispahan, Iran, 1978
- Villa Petit, Magny-en-Vexin, 1978 **
- Surélévation et extension de la cité artisanale, Sèvres, 1978 ** et 1988 **
- Villa Balland, Chalon-sur-Saône, 1979**
- Siège de la Ligue des États Arabes, Tunis (concours), 1983
- Étude d’urbanisme, Belgrade, Yougoslavie (concours, 2e prix), 1986
- 118 logements, Trappes, Saint-Quentin-en-Yvelines, 1987-1988** (avec J. et M. Braun)
- Centre d’activités du Moulin Basset, Saint-Denis (Seine-Saint-Denis), (lauréat du concours), 1988-1992 ** (avec J. et M. Braun)